# دهستان حر
دهستان حر نام دهستانی در بخش دینور شهرستان صحنه، استان کرمانشاه در ایران است. براساس سرشماری مرکز آمار ایران در سال ۱۳۸۵، جمعیت آن ۵۲۶۱ نفر (۱۲۹۹ خانوار) بوده‌است.